# Pwani
Pwani – region (mkoa) w Tanzanii.
W 2002 roku region zamieszkiwało 885 017 osób. W 2012 ludność wynosiła 1 098 668 osób, w tym 537 826 mężczyzn i 560 842 kobiety, zamieszkałych w 257 511 gospodarstwach domowych.
Region podzielony jest na 7 jednostek administracyjnych drugiego rzędu (dystryktów):
- Bagamoyo District Council
- Kibaha Town Council
- Kibaha District Council
- Kisarawe District Council
- Mafia District Council
- Mkuranga District Council
- Rufiji District Council